# Кенан Јилдиз
Кенан Јилдиз (тур. Kenan Yıldız; Регензбург, 4. мај 2005) је турски фудбалер који тренутно наступа за Јувентус. Игра на позицији нападача.

## Успеси
Јувентус
- Куп Италије (1) : 2023/24.[5]